# Wiktor Hoechsman
Wiktor Hoechsman (ur. 17 lipca 1894 w Niepołomicach, zm. 29 czerwca 1977 w Krakowie) – polski kolarz szosowy, olimpijczyk z Paryża 1924.

## Życiorys
Był czołowym kolarzem lat 20. XX wieku. W roku 1921 podczas I mistrzostw Polski zdobył tytuł wicemistrza w wyścigu szosowym. W latach 1922–1924 zdobywał tytuł mistrza Polski w wyścigu szosowym.

Podczas igrzysk olimpijskich w 1924 roku w Paryżu, z powodu defektu nie ukończył indywidualnego wyścigu szosowego, a w wyścigu drużynowym zajął 14. miejsce. W tym samym roku podczas mistrzostw świata zajął 19. miejsce w wyścigu ze startu wspólnego.

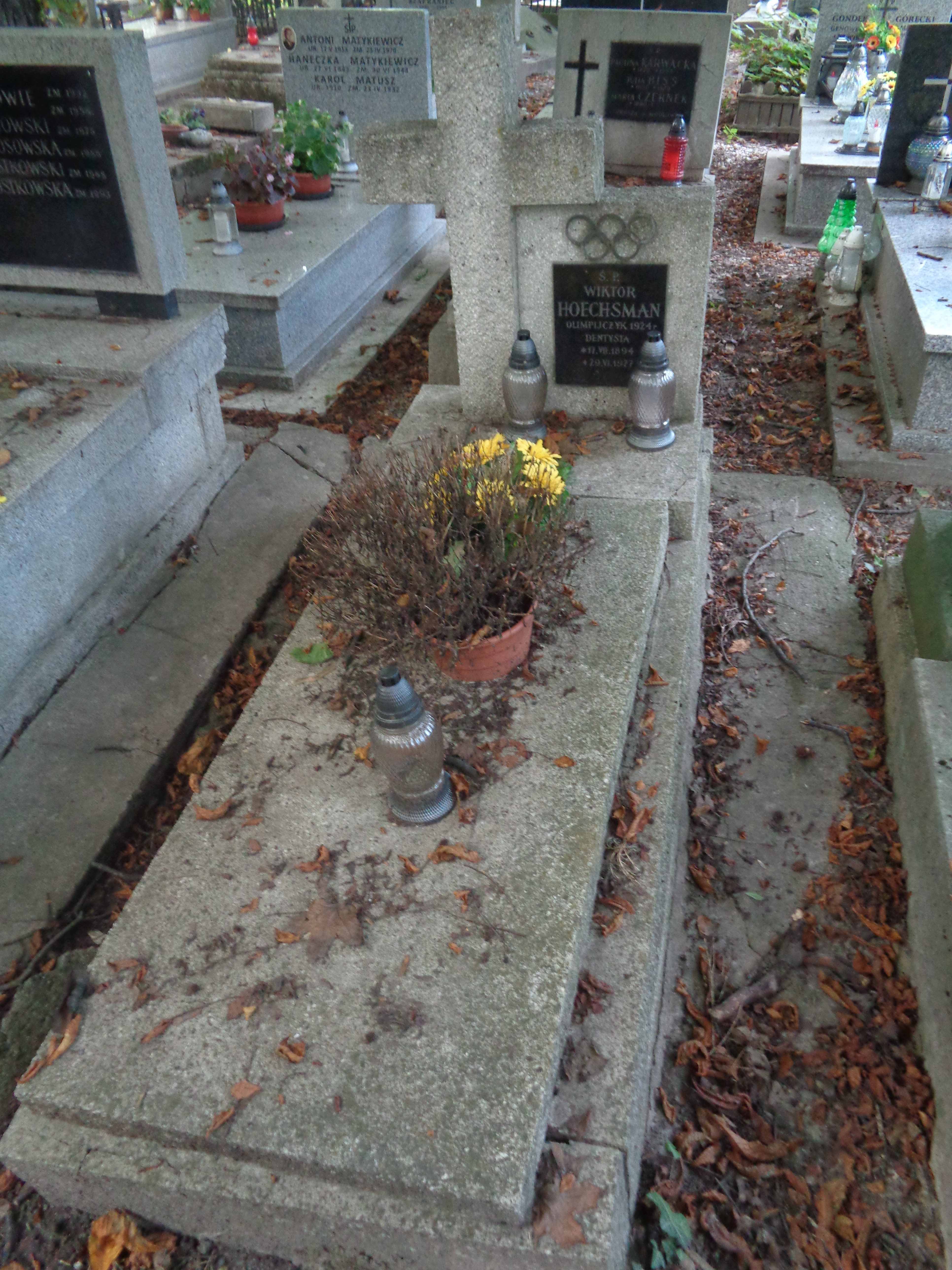
Grób Wiktora Hoechsmana

Został pochowany na cmentarzu Rakowickim w Krakowie (kw. Q-8-46).